# Mimmo Cattarinich
Mimmo Cattarinich (eigentlich Domenico Cattarinich; * 28. Juni 1937 in Rom; † 27. August 2017 ebenda) war ein italienischer Fotograf und Filmregisseur.

## Leben
Cattarinich war Fotograf; ab Mitte der 1950er Jahre in den Studios De Laurentiis. Dort arbeitete er regelmäßig als Szenenfotograf für Spielfilme verschiedener Genres. 1978 inszenierte er nach eigenem Drehbuch Piccole labbra; es blieb sein einziger Film. 1981 schrieb er unter Pseudonym das Drehbuch für einen Sexfilm von Joe D’Amato. Danach widmete sich Cattarinich wieder der Fotografie, vor allem für weibliche Stars und Sternchen.
Cattarinich war in allen europäischen Metropolen und in zahlreichen Ländern Afrikas tätig. Seine Bilder erschienen im Corriere della Sera ebenso wie im Playboy.

## Filmografie
- 1978: Little Lips – Der zärtliche Tod (Piccole labbra) (Regie, Drehbuch)
- 1981: Paradiso blu (Drehbuch)